# August Hübscher
August Hübscher (ur. 5 marca 1909, zm. 15 listopada 1950) – zbrodniarz nazistowski, esesman, członek załogi niemieckiego obozu koncentracyjnego Buchenwald.
Członek załogi Buchenwaldu w latach 1941–1945, gdzie kierował komandami więźniarskimi i pełnił służbę w obozowej kuchni. Na każdym kroku znęcał się nad więźniami i jeńcami radzieckimi. Katował ich kijem lub biczem, szczuł psem, polewał nagich zimną wodą niezależnie od pory roku czy też składał karne raporty. Nie oszczędzał nawet dzieci. Zdarzyło mu się pobić na śmierć 8-letniego chłopca z Ukrainy.
19 września 1949 został skazany na karę śmierci przez wschodnioniemiecki sąd w Halle. Wyrok zatwierdził 14 października 1950 sąd apelacyjny. Hübscher został stracony w listopadzie 1950.